# 长孙祥
长孙祥，(599年—659年)，河南洛阳人，唐刑部尚书，长孙无忌族侄，牵连长孙无忌谋反案被杀。
祖父长孙炽是隋民部尚书，父亲长孙安世为通事舍人。长孙祥起家为唐太子李承乾的功曹，不久迁任尚舍直长，又改任雍州司兵参军。历任驾部、兵部、吏部员外郎、中书舍人、太子率更令、户部侍郎、吏部侍郎、尚书左丞、御史大夫、刑部尚书、检校荆州长史、常州刺史。显庆四年（659年）坐与长孙无忌交通书信在雍州被杀，年六十一。上元元年追复长孙无忌、长孙祥等人官爵，上元二年（675年）二月二十八日迁葬于洛州河南县平乐乡。有子长孙光。

## 家族
- 曾祖：长孙兕，字义贞，北周持节骠骑大将军、开府仪同三司、绛、熊二州刺史，袭平原侯，赠勋州刺史。
- 祖父：长孙炽，字仲光，袭平原侯。
- 父亲：长孙仁，字安世。
- 长兄：长孙家庆，字余恩，贞观三年任东宫门大夫，贞观九年卒，年三十八（598—635年）[2]。
  - 儿子：长孙光